# Claudinho (ur. 1997)
Cláudio Luiz Rodrigues Parise Leonel (ur. 28 stycznia 1997 w Guarulhos) – brazylijski piłkarz, występujący na pozycji napastnika w rosyjskim klubie Zenit Petersburg. Wychowanek Santosu, w trakcie swojej kariery grał także w takich zespołach, jak Corinthians, Red Bull Bragantino, Santo André, Ponte Preta, Red Bull Brasil oraz Oeste. Młodzieżowy reprezentant Brazylii. Posiada również rosyjskie obywatelstwo. 